# Hürth
Hürth es un municipio situado en el distrito de Rin-Erft, en el estado federado de Renania del Norte-Westfalia (Alemania), con una población a finales de 2016 de unos 59 272 habitantes.
Se encuentra ubicado al suroeste del estado, en la región de Colonia, cerca de la orilla del río Erft —un afluente izquierdo del Rin— y a poca distancia al oeste de la ciudad de Colonia.

## Nativos famosos
- Michael Schumacher (n. 1969), expiloto de Fórmula 1.
- Ralf Schumacher (n. 1975), expiloto de Fórmula 1, hermano del anterior.